# Zasady Socjalno-Rewolucyjnego Stowarzyszenia Polaków
Zasady Socjalno-Rewolucyjnego Stowarzyszenia Polaków (potocznie: program brukselski) – drugi, po emigracyjnym programie anarchistycznego Towarzystwa Polskiego Socjalno-Rewolucyjnego polski program socjalistyczny sformułowany w 1878 w Warszawie z inicjatywy Ludwika Waryńskiego i innych polskich socjalistów (m.in. Kazimierza Hildta). 
We wrześniu tego roku został zatwierdzony na zebraniu w pobliżu Olszynki Grochowskiej.
Wydrukowano go jednak dopiero w październiku 1879 roku na łamach teoretycznego pisma Równość jako Program Socjalistów Polskich  (przeredagowany przez Stanisława Mendelsona, Marię Jankowską, Szymona Diksztajna i Kazimierza Dłuskiego). Dla zmylenia policji jako miejsce wydania podano Brukselę, stąd nazwa - program brukselski.
Głosił on hasła międzynarodowej współpracy uciskanych robotników. Zapowiadał rewolucję społeczną. Pomijał natomiast sprawę odzyskania niepodległości przez Polskę.